# 大溪簡氏古厝
大溪簡氏古厝，是位於臺灣桃園市大溪區的一處宅第，該建築為簡氏宗族的古厝，目前已登錄為桃園市歷史建築。

## 沿革
簡氏家族是自福建南靖遷臺，其中簡亨源一支族群則移居大溪的內柵庄居住。永安居興建是自福建匠師所招募，其族人最初於光緒15年（1889年）則設籍於此，建築體則於明治31年（1898年）開始興建，最終於明治35年（1902年）竣工，由簡氏家族第16代遷居至此。該建築具有見證漢人開拓大嵙崁山域地區的移墾歷史。
2010年6月30日，由簡氏後人自願提報該建築物為文化資產，現為歷史建築。由於因颱風、地震損壞影響，導致建築屋頂及牆體嚴重滲水、結構出現問題，在進行調查研究、規劃設計後，建築物的修復工程於2018年9月2日正式開工，於2019年8月27日完工告竣。厥後以變更設計原因延至10月23日完工。

## 建築設計
簡氏古厝占地約363坪，主要格局為三合院形式土埆厝並加上卵石基礎，共設有一進、兩護龍之構造，外圍紅褐色外牆的牆面則設有斜立透空的磚砌窗，其護龍山牆上設有磬牌造型圖案。牆壁上深色磚塊拼設有「卍」與「囍」字，階梯、窗戶屬整片石材構成。屋頂則為燕尾脊。
此外宅第後方設有樹木，具有抵禦自然氣候侵擾的功能，並與埕前圍牆與建築圍塑屬私領域之戶外空間，與周遭聚落建築群形成獨立的生活場域。
另外右護龍尾端設有銃樓，為抵禦於當地原住民衝突及盜匪騷擾之防禦工事建築，院前門樓也設有栓杆式的門閂。左護龍尾端原也設有銃樓，現已不存。

## 資料來源
1. ↑  中華民國文化部. . memory.culture.tw.   [2022-11-29]. （原始内容存档于2022-11-29） （中文（臺灣））.
2. ↑  李容萍. . 自由時報電子報. 2018-09-14  [2022-11-29]. （原始内容存档于2022-11-29） （中文（臺灣））.
3. ↑  李容萍. . 自由時報電子報. 2020-05-01  [2022-11-29]. （原始内容存档于2022-11-29） （中文（臺灣））.
4. ↑  陳昶良、張雅銘. . 桃園縣政府: 桃園縣政府文化局. 2013.

## 外部連結
- 大溪簡氏古厝 - 文化資源地理資訊系統- 中央研究院 （页面存档备份，存于）